# 韓通淑
韓 通淑（ハン・トンスク、朝鮮語: 한통숙、1906年4月14日 - 1971年9月17日または1978年9月18日）は、日本統治時代の朝鮮の外交官、大韓民国の政治家、実業家。第3代商工部次官、第13代逓信部長官、第5代参議員、第6・7代韓国国会議員を歴任した。本貫は清州韓氏。

## 経歴
咸鏡南道新興生まれ、ソウル出身。1930年に京城法学専門学校卒。1938年に日本高等文官試験行政科合格。1940年に興亜院の事務官となり、その後は在徐州日本領事館経済課長、1945年に在北京大使館勤務。解放後は1948年に交通部長官秘書室長、1949年に第3代商工部次官、1950年に韓日通商会談韓国代表団長、1960年に参議院産業分科委員長、1961年に第13代逓信部長官、その後に民主党企画委員会副議長、1966年前後に民衆党ソウル第13地区党委員長・中央常務委員・運営委員・ソウル市党委員長を歴任した。そのほかは韓米企業株式会社取締役会長、国際学術院指導委員を務めた。
1971年9月17日、高血圧によりソウル市西大門区の自宅で死去。享年64。